# Церковь Санта-Мария-ла-Реаль (Сангуэса)
Санта-Мария-ла-Реаль — приходская католическая церковь в городе Сангуэса, провинция Наварра. Место остановки паломников на Пути Святого Иакова (в той его части, которая называется Тулузской дорогой); национальный памятник Испании с 1899 года.
Небольшая трёхнефная церковь с трансептом в романском стиле построена до 1131 года королём Арагона и Наварры Альфонсо I для ордена госпитальеров. Позже над средокрестием была надстроена восьмиугольная башня с пирамидальным навершием и зубцами, имеющая уже готические очертания.
Церковь Санта-Мария-ла-Реаль в Сангуэсе известна благодаря южному порталу, который стал одним из самых ярких и интересных произведений средневекового искусства в Наварре. Полуциркульный заострённый портал окружён тремя архивольтами, украшенными 84 фигурами паломников, воинов и ремесленников. Они опираются с каждой стороны на три колонны, между которых установлены фигуры — слева женские (Мария Магдалина, Дева Мария и Мария Саломея, мать апостолов Иоанна и Иакова); справа мужские (апостол Пётр, апостол Павел и Иуда Искариот с верёвкой на шее).
В тимпане южного портала — многофигурная рельефная сцена Страшного суда. В центре композиции — Иисус на троне как судья, окружённый ангелами, трубящими в рога. Справа от него находятся избранные, слева — проклятые, обнажённые и окружённые чудовищами. Выразителен контраст между спокойным умиротворением праведников и безысходным трепетом грешников по другую сторону. Ниже сцены Страшного суда расположены фигуры Марии с младенцем Иисусом на коленях и двенадцати апостолов. По мнению исследователей средневекового искусства, это один из самых значимых романских тимпанов Испании.
Выше портала находится двухъярусная надстройка с четырнадцатью фигурами (двенадцать апостолов и два ангела) в арках, разделённых двойными колоннами. Ещё выше — фриз с растительным орнаментом.
Главный алтарь церкви в стиле платереско со статуей Рокамадурской Мадонны в центре изготовлен в 1550—1570 годах Хорхе де Фландесом.